# 상큼한 오후
《상큼한 오후》는 낮 12시부터 1시까지 방송하는 FEBC FM 106.9의 라디오 프로그램이다.
신은지 피디가 진행하는 찬양 프로그램. 신은지 피디는 아침방송 '힘찬 라디오 '도 진행을 맡고 있다.

## 출연자
- 신은지(극동방송 아나운서, PD)